# Marie Magdalena Novotná-Čudová
Marie Magdalena Novotná-Čudová (ur. w 1770 w Křovicach, zm. 27 marca 1841 w Wiedniu) – czeska gospodyni, babka czeskiej pisarki Boženy Němcovéj, dla której stała się inspiracją do stworzenia postaci babci w powieści Babunia.

## Życiorys

### Młodość
Urodzona w 1770 roku w Křovicach, niedaleko Dobruški w stolarskiej ubogiej rodzinie Jana Čudy. Miała sześcioro rodzeństwa. Gdy miała 10 lat, zmarł jej ojciec. Żyła w bliskiej relacji z o siedem lat starszym kuzynem Jiřím Novotným, którego odwiedzała w Kłodzku, dokąd wyjechał w celu uczenia się tkactwa.
Aby uniknąć pruskiej służby wojskowej, Novotný wrócił do Czech, jednak pod koniec 1791 roku został wcielony do armii pruskiej i przydzielony do pułku piechoty hrabiego von Götzena w twierdzy Josefov. Niebawem,  5 lutego 1792 roku odbył się ślub z Marie Magdaleną w kościele w Josefovie. Marie Magdalena zaczęła pracować jako pokojówka, gosposia. W 1794 roku wojska z Josefova zostały skierowane do Polski. Zgodnie z ówczesnym zwyczajem Marie Magdalena z dwójką małych dzieci razem z pułkiem wyjechała na wyprawę. Pomagała w obozowaniu wojska. W wyniku eksplozji kuli armatniej jej mąż doznał ciężkich obrażeń nogi, która wymagała amputacji. W związku z zaistniałą sytuacją dostał status inwalidy wojennego i razem z rodziną wrócił do Josefova. Marie Magdalena pomagała mężowi w tkactwie i opiekowała się czwórką nastoletnich dzieci.

### Wdowa
Jiří Novotný zmarł 17 maja 1805 roku na gruźlicę. Marie Magdalena utrzymywała swoją rodzinę, zajmując się tkactwem. Wyjeżdżała do Kłodzka, aby sprzedawać wykonane tkaniny. Nigdy ponownie nie wyszła za mąż. Dzieci usamodzielniły się i wyjechały m.in. do Wiednia. Do roku 1825 nie ma informacji o jej życiu.
Około 1825 roku Marie Magdalena przeniosła się do swojej córki Teresy Panklovej do Ratibořic. Według innych przypuszczeń Marie Magdalena pojawiła się tam już w 1823 roku, odwiedzając rodzinę. Poznała tam swoją wnuczkę Boženę Panklovą (później Němcovą). W 1830 roku razem z córką Johanną przeprowadziła się do Dobruški, która w 1836 roku wzięła ślub ze sprzedawcą soli, Josefem Fräntzelem z Wiednia. Marie Magdalena pomagała im w domu i w wychowaniu ich czwórki dzieci do końca życia.

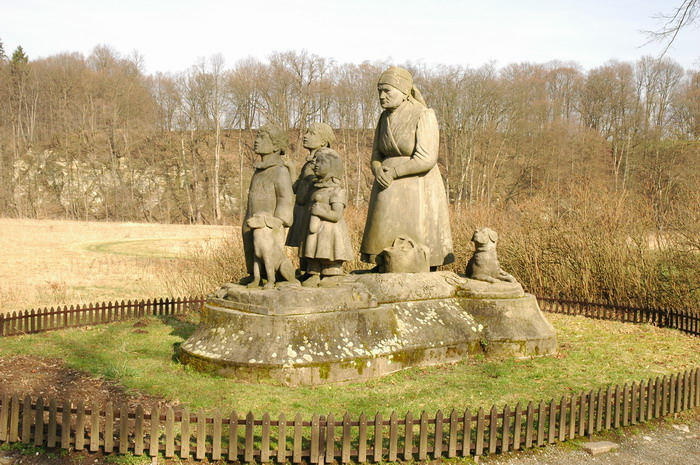
Babunia z dziećmi

### Śmierć
Marie Magdalena Novotná-Čudová zmarła 27 marca 1841 w Wiedniu z powodu paraliżu płuc. W momencie śmierci nie posiadała nic poza swoim ubraniem. Została pochowana we wspólnej mogile na nieistniejącym już cmentarzu w Matzleinsdorf.

### W literaturze
Chociaż Marie Magdalena była głównie prawdziwym wzorem postaci Babci w powieści jej wnuczki, Boženy Němcovej, istnieje wiele różnic między rzeczywistością a fikcją. Przedstawiona postać jest bardzo wyidealizowana z naciskiem na tradycje i wartości życia staroczeskiego. Fikcyjne są także ciepłe relacje Babci z księżną wzorowaną na Kateřinie Vilemínie Zaháňskiej, która za życia Boženy Němcovej mieszkała w zamku Ratibořice. Sprzeczny jest także czas akcji z czasem życia Marie Magdaleny.